# أمانة منطقة حائل
أمانة منطقة حائل؛ هي الجهة المسؤولة عن تقديم الخدمات العامة للمواطنين في المنطقة، وتوجيه التنمية العمرانية للمدن والقرى، والإهتمام بصحة وراحة السكان.
أنشأت الأمانة في عام 1382هـ في عهد الملك سعود بن عبد العزيز آل سعود، وصدر قرار بتغيير المسمى من بلدية إلى أمانة في عهد خادم الحرمين الشريفين الملك فهد بن عبد العزيز آل سعود بتاريخ 1428/8/17هـ.